# KDE Connect
KDE Connect é um aplicativo multiplataforma desenvolvido pelo KDE, que facilita as comunicações sem fio e a transferência de dados entre dispositivos em redes locais. O KDE Connect está disponível no repositório oficial da F-Droid e de muitas distribuições Linux, além da Google Play Store para Android. Freqüentemente, as distribuições agrupam o KDE Connect em sua variante de desktop KDE Plasma. O KDE Connect foi reimplementado no ambiente de desktop GNOME como GSConnect, que pode ser obtido pelo Gnome Extension Store.

## Mecanismo
O KDE Connect utiliza várias interfaces DBus de bibliotecas independentes de UI para um sistema operacional específico para seu funcionamento.

## Características
- Área de transferência compartilhada: copie e cole entre seu telefone e seu computador (ou qualquer outro dispositivo)
- Sincronização de notificações: leia e responda às notificações do Android pelo desktop
- Compartilhe arquivos e URLs instantaneamente de um dispositivo para outro, incluindo certa integração de sistema de arquivos
- Controle remoto multimídia: use seu telefone como controle remoto para reprodutores de mídia Linux
- Touchpad virtual: use a tela do telefone como touchpad e teclado do computador
- Apresentação remota: Avance os slides da sua apresentação diretamente do seu telefone[10][11][12][13][14][15][16]

## Criptografia
O KDE Connect usa o protocolo de criptografia Transport Layer Security (TLS) para comunicação. Ele usa SFTP para conectar dispositivos e enviar arquivos.